# Morwellham Quay
Morwellham Quay je povijesna riječna luku u Devonu, Engleska koja se razvila za potporu lokalnim rudnicima. Luka je imala svoj vrhunac u viktorijanskom dobu, a sada je to turistička atrakcija i muzej. To je terminal kanala Tavistock, te ima svoj vlastiti rudnik bakra.
Muzej na otvorenom uključuje obnovljeno selo iz 19. stoljeća, dokove i pristanište, obnovljeni brod, George i Charlotte rudnik bakra koji se može obići s malim vlakom, viktorijanska farma i prirodni rezervat sa stazama.
U srpnju 2006., UNESCO je dodijelio status svjetske baštine rudarskom području Cornalla i Zapadnog Devona. Morwellham je smješten u središtu doline rijeke Tamar.
BBC-jeva televizijska serija Edvardijanska farma je snimana u Morwellhamu tijekom 2009. i 2010. godine.

## Vanjske poveznice
- Službene stranice Morwellham Quay